# Karl Heinrich Drescher (Politiker)

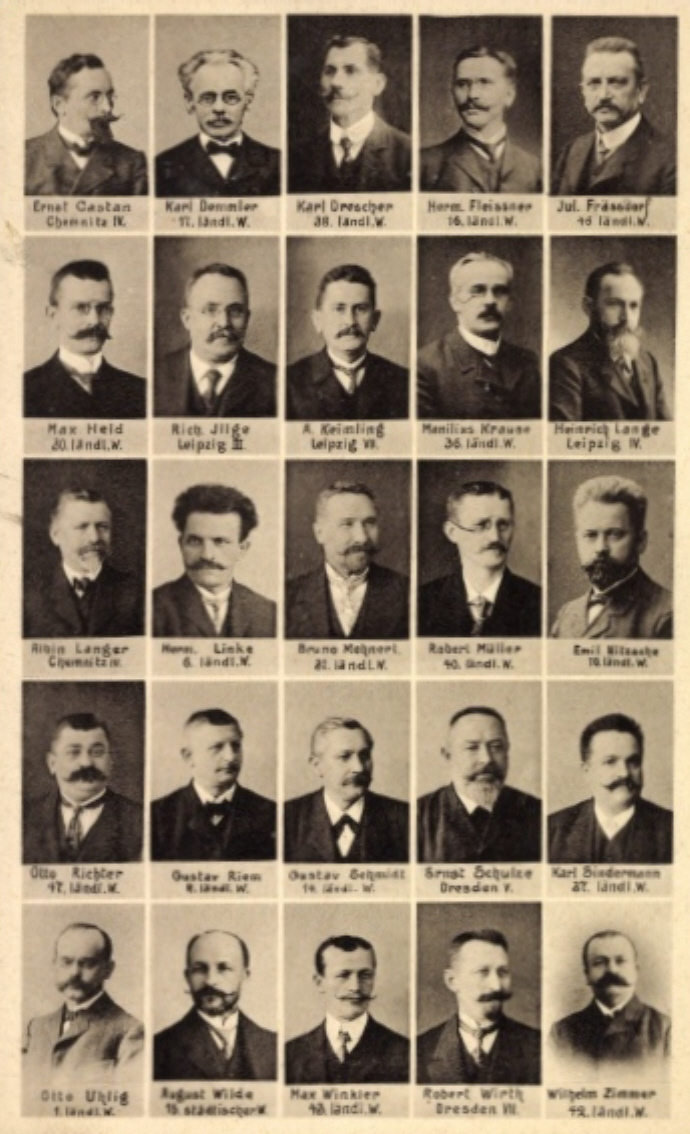
Karl Heinrich Drescher (obere Reihe Mitte) und die anderen Mitglieder der sozialdemokratischen Fraktion des sächsischen Landtags, 1909

Karl Heinrich Drescher (* 3. August 1867 im Hüttengrund; † 3. Februar 1938 in Gersdorf) war ein deutscher Politiker (SPD). Er war Abgeordneter des Sächsischen Landtags.

## Leben
Drescher besuchte zunächst von 1873 bis 1881 die Bürgerschule in Hohenstein-Ernstthal, danach absolvierte er bis 1885 eine Ausbildung als Wirker in Callnberg. 1891 heiratete er Auguste Camilla Hochmuth. Zwischen 1891 und 1904 arbeitete Karl Heinrich Drescher dann als Bergmann im Lugau-Oelsnitzer Steinkohlenrevier. Im August 1904 zog er nach Chemnitz, wo er in der Wach- und Schließgesellschaft tätig war. Ab 1905 war Heinrich Drescher als Lagerhalter im Konsumverein Gersdorf angestellt, ab 1905 war er Eigentümer eines Frisörgeschäftes in Gersdorf. Er übte zeitweise das Amt des Orts- und Friedensrichters in seinem Heimatort aus.
Ab 1909 saß Drescher als Vertreter des 38. ländlichen Wahlkreises in der Zweiten Kammer des Landtags des Königreichs Sachsen. In der Weimarer Republik gehörte er von 1919 bis 1926 ebenfalls für die SPD der Sächsischen Volkskammer bzw. dem Sächsischen Landtag an, wo er von 1920 bis 1924 das Amt des Sekretärs der Landtagsfraktion der SPD bekleidete. Wegen der Unterstützung der Regierung Heldt wurde Drescher wie die Mehrheit der Abgeordneten der SPD im Landtag aus selbiger ausgeschlossen und trat infolge im Juni 1926 der ASP bei.